# Charles Atangana

Karl Atangana als Dolmetscher der Jaundestation

Karl Friedrich Otto Atangana Ntchama (Charles Atangana) (* um 1883; † 1. September 1943) war ein kamerunischer Politiker unter deutscher und französischer Kolonialherrschaft.

## Leben
Atangana war ein nachgeborener Sohn des Ewondo-Headman Essomba aus dem Mvog-Atemenge. Er wurde auf Veranlassung des deutschen Offiziers Hans Dominik ab 1897 in der Pallottiner-Mission in Kribi erzogen, trat 1900 als Lazarettgehilfe und Dolmetscher in den Dienst der deutschen Kolonialverwaltung und arbeitete 1902 bis 1915 zunächst als Kanzlist und Dolmetscher, später als Vorsitzender des Eingeborenschiedsgerichts eng mit der deutschen Verwaltung im Bezirk Jaunde. Von Juni 1912 bis Juni 1913 war er als Sprachassistent am Kolonialinstitut in Hamburg beschäftigt.
Nach seiner Rückkehr nach Kamerun wurde er von der Kolonialverwaltung zum „Oberhäuptling der Jaunde (Ewondo) und Bane“ ernannt. Obwohl er bis zum Ausbruch des Ersten Weltkrieges nur kurz amtierte, gelangte er zu einem großen Einfluss, der die deutsche Kolonialzeit überdauerte. Atangana gilt als Prototyp des kooperationswilligen Mittelsmanns, dessen sich die Kolonialverwaltung bei der effektiven Beherrschung der Bevölkerung bediente, der sich aber zugleich unter deutscher Protektion als Vertreter einer neuen indigenen Elite Macht und Einfluss auf die Gesellschaften des Südkameruner Waldlandes verschaffte. Neben seiner Schlüsselposition als lokale Vertrauensperson am Bezirksamt Jaunde nutzte er insbesondere seine Verbindungen zur katholischen Mission der Pallottiner zur Absicherung seines Einflusses. Einen internen Machtkampf mit Vertretern der Mvog-Fuda und Mvog-Ada konnte er 1907 mit Hilfe der deutschen Verwaltung für sich entscheiden.
Auch während des Krieges verhielt sich Atangana loyal zur deutschen Militärmacht. 1916 trat er gemeinsam mit der deutschen Schutztruppe auf neutrales spanisches Territorium über und wurde bis über das Kriegsende hinaus mit einem Großteil seiner Gefolgschaft auf Fernando Póo interniert. Während der Versailler Verhandlungen wurde er nach Madrid verbracht, um zugunsten der deutschen Kolonialmacht auszusagen. Zu einem Einsatz bei der Konferenz kam es aber nicht. Im Juni 1920 erhielt er die Erlaubnis zur Rückkehr nach Kamerun. Von 1920 bis 1921 wurde er durch die französische Mandatsverwaltung in Dschang interniert und im Dezember 1921 wieder als „Oberhäuptling“ über 278 Headmen eingesetzt. Als einige bisher von ihm abhängige Bane-Führer Anspruch auf ein eigenes Oberhaupt erhoben, verminderten die französischen Behörden 1925 die Atangana unterstellten Headmen auf 40. Nach weiteren Einschränkungen blieb ihm letztlich nur eine repräsentative Funktion.
Am 6. Januar 1940 heiratete Atangana in zweiter Ehe Julienne Ngonoa, eine junge Mvog Manga aus Nkolafamba, mit der er zwei Kinder bekam, Marie-Thérèse Atangana und René Grégoire Atangana.

## Werke
- Jaunde-Texte von Karl Atangana und Paul Messi, Hamburg 1919 (Das Werk, eigentlich von Martin Heepe als Übungsbuch der Jaunde-Sprache herausgegeben, wird insbesondere von Atangana dazu benutzt, seine Sicht auf die Geschichte der Region Jaunde darzustellen)